# Cui Qihang
Cui Qihang (chiń. 崔启航, ur. 17 września 2003) – chiński skoczek narciarski. Uczestnik mistrzostw świata juniorów (2023). Medalista mistrzostw kraju.
Pochodzi z prowincji Jilin. W październiku 2019 w Villach zadebiutował w FIS Cupie plasując się pod koniec stawki (89. i 91. miejsce). Pierwsze punkty tego cyklu zdobył we wrześniu 2021 w Lahti, gdzie w słabo obsadzonych konkursach (w obu wystąpiło niespełna 30 skoczków) dwukrotnie zajął lokaty pod koniec drugiej dziesiątki. W grudniu 2021 w Zhangjiakou zadebiutował w Pucharze Kontynentalnym, w pierwszym starcie zajmując 31. pozycję.
W marcu 2023 w Whistler wystąpił na mistrzostwach świata juniorów – indywidualnie był 42., a w zmaganiach drużyn mieszanych z chińskim zespołem zajął 12. pozycję.
Cui osiągał sukcesy na arenie krajowej – w marcu 2021 zdobył srebrny medal w rywalizacji drużynowej mistrzostw Chin.

## Mistrzostwa świata juniorów

### Indywidualnie
| 2023 Whistler | – | 42. miejsce |

### Drużynowo
| 2023 Whistler | – | 12. miejsce (drużyna mieszana) |

### Starty Cui Qihanga na mistrzostwach świata juniorów – szczegółowo
| Miejsce | Dzień    | Rok  | Miejscowość | Skocznia              | Punkt K | HS     | Konkurs      | Skok 1 | Skok 2 | Nota                 | Strata    | Zwycięzca       |
| ------- | -------- | ---- | ----------- | --------------------- | ------- | ------ | ------------ | ------ | ------ | -------------------- | --------- | --------------- |
| 42.     | 2 lutego | 2023 | Whistler    | Whistler Olympic Park | K-95    | HS-104 | indywid.     | 75,5 m | –      | 74,3 pkt             | 183,6 pkt | Vilho Palosaari |
| 12.     | 5 lutego | 2023 | Whistler    | Whistler Olympic Park | K-95    | HS-104 | druż. miesz. | 71,0 m | –      | 329,1 pkt (58,3 pkt) | 591,1 pkt | Słowenia        |

## Puchar Kontynentalny

### Miejsca w poszczególnych konkursachPucharu Kontynentalnego
| Sezon 2021/2022                                                               |                   |                 |                 |            |            |                 |                 |                  |                  |                 |                 |                     |                     |                     |                  |                  |            |            |               |               |             |             |                |                |                |        |        |        |        |        |        |        |        |        |        |        |        |        |        |        |        |        |        |        |        |        |        |        |        |        |        |        |        |        |        |        |        |        |        |        |        |        |        |        |        |
| Zhangjiakou HS140                                                             | Zhangjiakou HS140 | Vikersund HS117 | Vikersund HS117 | Ruka HS142 | Ruka HS142 | Engelberg HS140 | Engelberg HS140 | Oberstdorf HS137 | Oberstdorf HS137 | Innsbruck HS128 | Innsbruck HS128 | Iron Mountain HS133 | Iron Mountain HS133 | Iron Mountain HS133 | Brotterode HS117 | Brotterode HS117 | Rena HS139 | Rena HS139 | Planica HS138 | Planica HS138 | Lahti HS130 | Lahti HS130 | Zakopane HS140 | Zakopane HS140 | Zakopane HS140 | punkty | punkty | punkty | punkty | punkty | punkty | punkty | punkty | punkty | punkty | punkty | punkty | punkty | punkty | punkty | punkty | punkty | punkty | punkty | punkty | punkty | punkty | punkty | punkty | punkty | punkty | punkty | punkty | punkty | punkty | punkty | punkty | punkty | punkty | punkty | punkty | punkty | punkty | punkty | punkty |
| 31                                                                            | 32                | -               | -               | -          | -          | -               | -               | -                | -                | -               | -               | -                   | -                   | -                   | -                | -                | -          | -          | -             | -             | -           | -           | -              | -              | -              | 0      | 0      | 0      | 0      | 0      | 0      | 0      | 0      | 0      | 0      | 0      | 0      | 0      | 0      | 0      | 0      | 0      | 0      | 0      | 0      | 0      | 0      | 0      | 0      | 0      | 0      | 0      | 0      | 0      | 0      | 0      | 0      | 0      | 0      | 0      | 0      | 0      | 0      | 0      | 0      |
| Legenda                                                                       |                   |                 |                 |            |            |                 |                 |                  |                  |                 |                 |                     |                     |                     |                  |                  |            |            |               |               |             |             |                |                |                |        |        |        |        |        |        |        |        |        |        |        |        |        |        |        |        |        |        |        |        |        |        |        |        |        |        |        |        |        |        |        |        |        |        |        |        |        |        |        |        |
| 1 2 3 4-10 11-30 poniżej 30 dq – dyskwalifikacja - – zawodnik nie wystartował |                   |                 |                 |            |            |                 |                 |                  |                  |                 |                 |                     |                     |                     |                  |                  |            |            |               |               |             |             |                |                |                |        |        |        |        |        |        |        |        |        |        |        |        |        |        |        |        |        |        |        |        |        |        |        |        |        |        |        |        |        |        |        |        |        |        |        |        |        |        |        |        |

## FIS Cup

### Miejsca w klasyfikacji generalnej
| Sezon     | Miejsce |
| --------- | ------- |
| 2021/2022 | 103.    |

### Miejsca w poszczególnych konkursachFIS Cupu
| Źródło                                                                        | Źródło         | Źródło           | Źródło           | Źródło           | Źródło           | Źródło           | Źródło           | Źródło       | Źródło       | Źródło        | Źródło        | Źródło        | Źródło        | Źródło               | Źródło               | Źródło         | Źródło         | Źródło         | Źródło         | Źródło       | Źródło        | Źródło        | Źródło | Źródło | Źródło | Źródło | Źródło | Źródło | Źródło | Źródło | Źródło | Źródło | Źródło | Źródło | Źródło | Źródło | Źródło | Źródło | Źródło |        |
| ----------------------------------------------------------------------------- | -------------- | ---------------- | ---------------- | ---------------- | ---------------- | ---------------- | ---------------- | ------------ | ------------ | ------------- | ------------- | ------------- | ------------- | -------------------- | -------------------- | -------------- | -------------- | -------------- | -------------- | ------------ | ------------- | ------------- | ------ | ------ | ------ | ------ | ------ | ------ | ------ | ------ | ------ | ------ | ------ | ------ | ------ | ------ | ------ | ------ | ------ | ------ |
| Sezon 2019/2020                                                               |                |                  |                  |                  |                  |                  |                  |              |              |               |               |               |               |                      |                      |                |                |                |                |              |               |               |        |        |        |        |        |        |        |        |        |        |        |        |        |        |        |        |        |        |
| Szczyrk HS106                                                                 | Szczyrk HS106  | Szczuczyńsk HS99 | Szczuczyńsk HS99 | Ljubno HS94      | Ljubno HS94      | Pjongczang HS109 | Pjongczang HS109 | Râșnov HS97  | Râșnov HS97  | Villach HS98  | Villach HS98  | Notodden HS98 | Notodden HS98 | Oberwiesenthal HS105 | Oberwiesenthal HS105 | Zakopane HS140 | Zakopane HS140 | Rastbüchl HS78 | Rastbüchl HS78 | Villach HS98 | Villach HS98  | punkty        | punkty | punkty | punkty | punkty | punkty | punkty | punkty | punkty | punkty | punkty | punkty | punkty | punkty | punkty | punkty | punkty | punkty | punkty |
| -                                                                             | -              | -                | -                | -                | -                | -                | -                | -            | -            | 89            | 91            | -             | -             | -                    | -                    | -              | -              | -              | -              | -            | -             | 0             | 0      | 0      | 0      | 0      | 0      | 0      | 0      | 0      | 0      | 0      | 0      | 0      | 0      | 0      | 0      | 0      | 0      | 0      |
| Sezon 2021/2022                                                               |                |                  |                  |                  |                  |                  |                  |              |              |               |               |               |               |                      |                      |                |                |                |                |              |               |               |        |        |        |        |        |        |        |        |        |        |        |        |        |        |        |        |        |        |
| Otepää HS97                                                                   | Otepää HS97    | Kuopio HS100     | Kuopio HS127     | Einsiedeln HS117 | Einsiedeln HS117 | Ljubno HS94      | Ljubno HS94      | Villach HS98 | Villach HS98 | Lahti HS100   | Lahti HS100   | Falun HS100   | Falun HS100   | Kandersteg HS106     | Kandersteg HS106     | Notodden HS98  | Notodden HS98  | Zakopane HS105 | Villach HS98   | Villach HS98 | Oberhof HS100 | Oberhof HS100 | punkty |        |        |        |        |        |        |        |        |        |        |        |        |        |        |        |        |        |
| -                                                                             | 36             | 64               | 60               | 46               | 43               | 56               | 55               | 64           | 75           | 19            | 18            | -             | -             | -                    | -                    | -              | -              | -              | -              | -            | -             | -             | 25     |        |        |        |        |        |        |        |        |        |        |        |        |        |        |        |        |        |
| Sezon 2022/2023                                                               |                |                  |                  |                  |                  |                  |                  |              |              |               |               |               |               |                      |                      |                |                |                |                |              |               |               |        |        |        |        |        |        |        |        |        |        |        |        |        |        |        |        |        |        |
| Frenštát HS106                                                                | Frenštát HS106 | Szczyrk HS104    | Szczyrk HS104    | Einsiedeln HS117 | Einsiedeln HS117 | Kranj HS109      | Kranj HS109      | Villach HS98 | Villach HS98 | Notodden HS98 | Notodden HS98 | Szczyrk HS104 | Szczyrk HS104 | Villach HS98         | Villach HS98         | Oberhof HS100  | Oberhof HS100  | Zakopane HS140 | Zakopane HS140 | punkty       | punkty        | punkty        | punkty | punkty | punkty | punkty | punkty | punkty | punkty | punkty | punkty | punkty | punkty | punkty | punkty | punkty | punkty | punkty |        |        |
| -                                                                             | -              | -                | -                | -                | -                | -                | -                | -            | -            | -             | -             | -             | -             | 61                   | 60                   | -              | -              | -              | -              | 0            | 0             | 0             | 0      | 0      | 0      | 0      | 0      | 0      | 0      | 0      | 0      | 0      | 0      | 0      | 0      | 0      | 0      | 0      |        |        |
| Legenda                                                                       |                |                  |                  |                  |                  |                  |                  |              |              |               |               |               |               |                      |                      |                |                |                |                |              |               |               |        |        |        |        |        |        |        |        |        |        |        |        |        |        |        |        |        |        |
| 1 2 3 4-10 11-30 poniżej 30 dq – dyskwalifikacja - − zawodnik nie wystartował |                |                  |                  |                  |                  |                  |                  |              |              |               |               |               |               |                      |                      |                |                |                |                |              |               |               |        |        |        |        |        |        |        |        |        |        |        |        |        |        |        |        |        |        |